# Masdevallia serendipita
Masdevallia serendipita är en orkidéart som beskrevs av Carlyle August Luer och Walter Teague. Masdevallia serendipita ingår i släktet Masdevallia och familjen orkidéer.
Artens utbredningsområde är Bolivia. Inga underarter finns listade i Catalogue of Life.